# Lijst van attracties in Universal's Islands of Adventure
Deze pagina bevat een lijst met (voormalige) attracties in het Amerikaanse attractiepark Universal's Islands of Adventure.

## Huidige attracties
| Naam                                           | Opening                                               | Attractietype                | Afbeelding |
| ---------------------------------------------- | ----------------------------------------------------- | ---------------------------- | ---------- |
| Camp Jurassic                                  | 28 mei 1999                                           | Speelplaats                  |            |
| Caro-Seuss-el                                  | 28 mei 1999                                           | Draaimolen                   |            |
| Doctor Doom's Fearfall                         | 28 mei 1999                                           | Dubbele space shot           |            |
| Dudley Do-Right's Ripsaw Falls                 | 28 mei 1999                                           | Boomstamattractie            |            |
| Flight of the Hippogriff                       | 28 mei 1999 (oorspronkelijk) 18 juni 2010 (vernieuwd) | Stalen Junior Coaster        |            |
| Hagrid's Magical Creatures Motorbike Adventure | 13 juni 2019                                          | Stalen lanceerachtbaan       |            |
| Harry Potter and the Forbidden Journey         | 18 juni 2010                                          | Simulatordarkride            |            |
| Hogwarts Express                               | 8 juli 2014                                           | Kabeltram                    |            |
| Jurassic Park Discovery Center                 | 28 mei 1999                                           | Museum/Speelplaats           |            |
| Jurassic Park River Adventure                  | 28 mei 1999                                           | Rondvaart en dark water ride |            |
| Me Ship, the Olive                             | 28 mei 1999                                           | Speelplaats                  |            |
| One Fish, Two Fish, Red Fish, Blue Fish        | 28 mei 1999                                           | Draaimolen met armen         |            |
| Popeye & Bluto's Bilge-Rat Barges              | 28 mei 1999                                           | Rapid river                  |            |
| Poseidon's Fury                                | 28 mei 1999                                           | Show                         |            |
| Pteranodon Flyers                              | 28 mei 1999                                           | Hangende achtbaan            |            |
| Skull Island: Reign of Kong                    | 13 juli 2017                                          | Simulatordarkride            |            |
| Storm Force Accelatron                         | 28 mei 1999                                           | Theekopjesattractie          |            |
| The Amazing Adventures of Spider-Man           | 28 mei 1999                                           | Simulatordarkride            |            |
| The Cat in the Hat                             | 28 mei 1999                                           | Darkride                     |            |
| The High in the Sky Seuss Trolley Train Ride!  | 2006                                                  | Gemotoriseerde achtbaan      |            |
| The Incredible Hulk Coaster                    | 28 mei 1999                                           | Stalen lanceerachtbaan       |            |
| The village of Hogsmeade                       | 18 juni 2010                                          | Walkthrough                  |            |

## Voormalige attracties
| Naam             | Opening                                               | Sluiting         | Attractietype                   | Afbeelding |
| ---------------- | ----------------------------------------------------- | ---------------- | ------------------------------- | ---------- |
| Dragon Challenge | 28 mei 1999 (oorspronkelijk) 18 juni 2010 (vernieuwd) | 4 september 2017 | Duellerende omgekeerde achtbaan |            |